# Nurscia albosignata
Nurscia albosignata är en spindelart som beskrevs av Simon 1874. Nurscia albosignata ingår i släktet Nurscia och familjen stenspindlar. Inga underarter finns listade i Catalogue of Life.